# Lars Bjønness
Lars Bjønness (Oslo, 27 luglio 1963) è un ex canottiere norvegese, vincitore della medaglia d'argento olimpiche nel quattro di coppia a Seul 1988, insieme a Alf Hansen, Rolf Thorsen e Vetle Vinje, e Barcellona 1992 con Kjetil Undset, Per Sætersdal e lo stesso Thorsen.
Nel 1984 aveva gareggiato in singolo anche ai Giochi di Los Angeles uscendo ai quarti di finale.
In carriera vanta anche due ori e due argenti iridati con l'oro nel due di coppia a a Bled 1989 e Indianapolis 1994 e gli argenti nel quattro di coppia a Copenaghen 1987 e ancora nel due di coppia a Račice 1993.

## Palmarès
- Giochi olimpici

Seul 1988: argento nel quattro di coppia.
Barcellona 1992: argento nel quattro di coppia.
- Campionati del mondo di canottaggio

Copenaghen 1987: argento nel quattro di coppia.
Bled 1989: oro nel due di coppia.
Račice 1993: argento nel due di coppia.
Indianapolis 1994: oro nel due di coppia.